# Élections législatives de 1877 dans l'Eure
Les élections législatives de 1877 ont eu lieu le 14 octobre 1877.

## Députés élus
|   | Circonscription | Député sortant             |  | Groupe parlementaire | Député élu                 |  | Groupe parlementaire |
| - | --------------- | -------------------------- |  | -------------------- | -------------------------- |  | -------------------- |
| 1 | Les Andelys     | Louis Passy                |  | Centre constitionnel | Louis Passy                |  | Centre constitionnel |
| 2 | Bernay          | Eugène Janvier de La Motte |  | Appel au peuple      | Eugène Janvier de La Motte |  | Appel au peuple      |
| 3 | d'Évreux 1e     | Jean-Louis Lepouzé         |  | Centre gauche        | Jean-Louis Lepouzé         |  | Centre gauche        |
| 4 | d'Évreux 2e     | Alexandre Papon            |  | Union républicaine   | Alexandre Papon            |  | Union républicaine   |
| 5 | Louviers        | Edgard-Raoul Duval         |  | Appel au peuple      | Jules Develle              |  | Gauche républicaine  |
| 6 | Pont-Audemer    | Charles Le Bœuf d'Osmoy    |  | Centre gauche        | Charles Le Bœuf d'Osmoy    |  | Centre gauche        |

## Résultats à l'échelle du département
|                | Bonapartistes                     | 30 935  | 33,15  | 1 |  |  |
|                | Gauche républicaine, Républicains | 19 826  | 21,24  | 1 |  |  |
|                | Centre gauche                     | 18 828  | 20,18  | 2 |  |  |
|                | Centre droit, Constitutionnels    | 13 217  | 14,16  | 1 |  |  |
|                | Union républicaine                | 7 465   | 8,00   | 1 |  |  |
|                | Légitimistes                      | 2 669   | 2,86   | 0 |  |  |
|                | Divers                            | 383     | 0,41   | 0 |  |  |
|                |                                   |         |        |   |  |  |
| Inscrits       | Inscrits                          | 111 964 | 100,00 | 6 |  |  |
| Votants        | Votants                           | 93 944  | 83,91  |   |  |  |
| Abstentions    | Abstentions                       | 21 020  | 16,09  |   |  |  |
| Blancs et nuls | Blancs et nuls                    | 621     | 0,66   |   |  |  |
| Exprimés       | Exprimés                          | 93 323  | 99,34  |   |  |  |

## Résultats par arrondissement

### Arrondissement des Andelys
| Candidats      | Candidats       | Étiquette,          | Premier tour | Premier tour |
| Candidats      | Candidats       | Étiquette,          | Voix         | %            |
| -------------- | --------------- | ------------------- | ------------ | ------------ |
|                | Louis Passy     | Centre droit        | 8 171        | 62,26        |
|                | Victor Milliard | Gauche républicaine | 6 405        | 43,49        |
|                | Divers          |                     | 153          | 0,10         |
|                |                 |                     |              |              |
| Inscrits       | Inscrits        | Inscrits            | 17 701       | 100,00       |
| Votants        | Votants         | Votants             | 14 847       | 82,88        |
| Abstention     | Abstention      | Abstention          | 2 854        | 17,12        |
| Blancs et nuls | Blancs et nuls  | Blancs et nuls      | 118          | 0,79         |
| Exprimés       | Exprimés        | Exprimés            | 14 729       | 99,21        |

### Arrondissement de Bernay
| Candidats      | Candidats                  | Étiquette,         | Premier tour | Premier tour |
| Candidats      | Candidats                  | Étiquette,         | Voix         | %            |
| -------------- | -------------------------- | ------------------ | ------------ | ------------ |
|                | Eugène Janvier de La Motte | Bonapartiste       | 9 773        | 61,69        |
|                | Louis-Adolphe Loisel       | Républicain        | 5 171        | 32,64        |
|                | Simon                      | Bonapartiste diss. | 767          | 4,84         |
|                | Divers                     |                    | 131          | 0,83         |
|                |                            |                    |              |              |
| Inscrits       | Inscrits                   | Inscrits           | 19 927       | 100,00       |
| Votants        | Votants                    | Votants            | 15 973       | 80,16        |
| Abstention     | Abstention                 | Abstention         | 3 954        | 19,81        |
| Blancs et nuls | Blancs et nuls             | Blancs et nuls     | 131          | 0,82         |
| Exprimés       | Exprimés                   | Exprimés           | 15 842       | 99,18        |

### Arrondissement  d'Évreux

#### 1recirconscription
| Candidats      | Candidats          | Étiquette,     | Premier tour | Premier tour |
| Candidats      | Candidats          | Étiquette,     | Voix         | %            |
| -------------- | ------------------ | -------------- | ------------ | ------------ |
|                | Jean-Louis Lepouzé | Centre gauche  | 9 792        | 66,40        |
|                | Pierre Paul Trutat | Bonapartiste   | 4 939        | 33,49        |
|                | Divers             |                | 15           | 0,10         |
|                |                    |                |              |              |
| Inscrits       | Inscrits           | Inscrits       | 17 344       | 100,00       |
| Votants        | Votants            | Votants        | 14 866       | 85,71        |
| Abstention     | Abstention         | Abstention     | 2 478        | 14,29        |
| Blancs et nuls | Blancs et nuls     | Blancs et nuls | 120          | 0,81         |
| Exprimés       | Exprimés           | Exprimés       | 14 746       | 99,19        |

#### 2ecirconscription
| Candidats      | Candidats                    | Étiquette,         | Premier tour | Premier tour |
| Candidats      | Candidats                    | Étiquette,         | Voix         | %            |
| -------------- | ---------------------------- | ------------------ | ------------ | ------------ |
|                | Alexandre Papon              | Union républicaine | 7 465        | 52,61        |
|                | Ambroise Janvier de La Motte | Bonapartiste diss. | 4 039        | 28,47        |
|                | Gonord Morice                | Légitimiste        | 2 669        | 18,81        |
|                | Divers                       |                    | 15           | 0,11         |
|                |                              |                    |              |              |
| Inscrits       | Inscrits                     | Inscrits           | 16 815       | 100,00       |
| Votants        | Votants                      | Votants            | 14 257       | 84,79        |
| Abstention     | Abstention                   | Abstention         | 2 558        | 15,21        |
| Blancs et nuls | Blancs et nuls               | Blancs et nuls     | 69           | 0,48         |
| Exprimés       | Exprimés                     | Exprimés           | 14 188       | 99,52        |

### Arrondissement de Louviers
| Candidats      | Candidats         | Étiquette,          | Premier tour | Premier tour |
| Candidats      | Candidats         | Étiquette,          | Voix         | %            |
| -------------- | ----------------- | ------------------- | ------------ | ------------ |
|                | Jules Develle     | Gauche républicaine | 8 250        | 50,90        |
|                | Edgar Raoul-Duval | Bonapartiste        | 7 893        | 48,70        |
|                | Divers            |                     | 64           | 0,39         |
|                |                   |                     |              |              |
| Inscrits       | Inscrits          | Inscrits            | 18 992       | 100,00       |
| Votants        | Votants           | Votants             | 16 333       | 86,00        |
| Abstention     | Abstention        | Abstention          | 2 659        | 14,00        |
| Blancs et nuls | Blancs et nuls    | Blancs et nuls      | 126          | 0,77         |
| Exprimés       | Exprimés          | Exprimés            | 16 207       | 99,23        |

### Arrondissement de Pont-Audemer
| Candidats      | Candidats               | Étiquette,         | Premier tour | Premier tour |
| Candidats      | Candidats               | Étiquette,         | Voix         | %            |
| -------------- | ----------------------- | ------------------ | ------------ | ------------ |
|                | Charles Le Bœuf d'Osmoy | Centre gauche      | 9 036        | 51,31        |
|                | Émile Hébert            | Constitionnel      | 5 046        | 28,65        |
|                | Arthur Tourangin        | Bonapartiste diss. | 3 524        | 20,01        |
|                | Divers                  |                    | 5            | 0,03         |
|                |                         |                    |              |              |
| Inscrits       | Inscrits                | Inscrits           | 21 185       | 100,00       |
| Votants        | Votants                 | Votants            | 17 668       | 83,40        |
| Abstention     | Abstention              | Abstention         | 6 517        | 16,60        |
| Blancs et nuls | Blancs et nuls          | Blancs et nuls     | 57           | 0,32         |
| Exprimés       | Exprimés                | Exprimés           | 17 611       | 99,68        |